# Vienna Open 1995
Il Vienna Open 1995, noto anche come Bank Austria Tennis Trophy per motivi di sponsorizzazione, è stato un torneo di tennis giocato sul sintetico indoor della Wiener Stadthalle di Vienna, in Austria. È stata la 21ª edizione del torneo, faceva parte della categoria ATP World Series nell'ambito dell'ATP Tour 1995 e si è giocato dal 16 al 23 ottobre 1995.

## Campioni

### Singolare maschile
Filip Dewulf ha battuto in finale  Thomas Muster con il punteggio di 7–5, 6–2, 1–6, 7–5

### Doppio maschile
Ellis Ferreira /  Jan Siemerink hanno battuto in finale  Todd Woodbridge /  Mark Woodforde con il punteggio di 6–4, 7–5